# Gideon Brand van Zyl
Gideon Brand van Zyl, PC (afrikaans kiejtése: [ˈbrænt fan ˈzɛil]; 1873. június 3. – 1956. november 1.) 1945 és 1950 között a Dél-afrikai Unió főkormányzója volt.
Van Zyl Fokvárosban született, egy ügyvéd fiaként, és a Fokvárosi Egyetemen szerzett képesítést követően csatlakozott a családi céghez. Az angol-búr háború alatt (1899–1902) a brit hadihivatal jogi tanácsadója volt.
Az első világháborúban (1914–1918) a helyi toborzóiroda igazgatóhelyettese volt, és a Fokföldi Helyőrségben szolgált.
Van Zyl 1915-ben lépett be a politikába, az Unionista Párt tagjaként. 1918-ig tagja volt a Fokföldi Tartományi Tanácsnak (a tartományi törvényhozásnak). Van Zyl 1934-től 1942-ig a Népgyűlés (Volksraad) alelnöke volt (a házelnök ekkor Ernest George Jansen, későbbi főkormányzó volt).
1942 és 1945 között van Zyl Fokföld Tartomány adminisztrátora volt. 1945-ben az Egyesült Királyság titkos tanácsosává nevezték ki. 1947-ben ő látta vendégül VI. György királyt és a brit királyi családot, amikor Dél-Afrikában jártak.
Van Zyl 1900-ban feleségül vette Marie Frasert. 1956-ban halt meg.

## Fordítás
Ez a szócikk részben vagy egészben  a   Gideon Brand van Zyl című angol Wikipédia-szócikk fordításán alapul.  Az eredeti cikk szerkesztőit annak laptörténete sorolja fel. Ez a jelzés csupán a megfogalmazás eredetét és a szerzői jogokat jelzi, nem szolgál a cikkben szereplő információk forrásmegjelöléseként.